# Emiliano Brembilla
Emiliano Brembilla, né le 21 décembre 1978 à Ponte San Pietro, est un nageur italien.

## Palmarès

### Jeux olympiques d'été
- Jeux olympiques de 2004 à Athènes
  -  Médaille de bronze du 4 × 200 m nage libre

### Championnats du monde

#### En grand bassin
- Championnats du monde 1998 à Perth
  -  Médaille d'argent du 1 500 m nage libre
- Championnats du monde 2001 à Fukuoka
  -  Médaille d'argent du 4 × 200 mètres nage libre
  -  Médaille de bronze du 400 m nage libre

### Championnats d'Europe de natation

#### En grand bassin
- Championnats d'Europe 1997 à Séville
  -  Médaille d'or du 400 m nage libre
  -  Médaille d'or du 1 500 m nage libre
- Championnats d'Europe 1999 à Istanbul
  -  Médaille d'argent du 400 m nage libre
- Championnats d'Europe 2000 à Helsinki
  -  Médaille d'or du 400 m nage libre
  -  Médaille d'or du 4 × 200 m nage libre
  -  Médaille d'argent du 1 500 m nage libre
- Championnats d'Europe 2002 à Berlin
  -  Médaille d'or du 400 m nage libre
  -  Médaille d'or du 4 × 200 m nage libre
- Championnats d'Europe 2004 à Madrid
  -  Médaille d'or du 400 m nage libre
  -  Médaille d'or du 4 × 200 m nage libre
  -  Médaille d'argent du 200 m nage libre

#### En petit bassin
- Championnats d'Europe 1996 à Rostock
  -  Médaille d'or du 400 m nage libre
- Championnats d'Europe 1998 à Sheffield
  -  Médaille d'or du 400 m nage libre
  -  Médaille de bronze du 1 500 m nage libre
- Championnats d'Europe 2001 à Anvers
  -  Médaille d'or du 400 m nage libre